# DAF (バンド)
DAF（D.A.F.、ドイチュ＝アメリカニシェ・フロイントシャフト、Deutsch Amerikanische Freundschaft）は、デュッセルドルフの音楽ユニット。グループ名独米友好協会は、東ドイツの独ソ友好協会（DSF）と西ドイツの過激派ドイツ赤軍（RAF）のパロディ。

## 来歴
1978年、Gevelsberg にてクラシック音楽とジャズを学んだロベルト・ゲアル（パーカッション、エレクトロニクス）、独学で音楽の素養を身に着けたガビ・デルガド＝ロペス（ボーカル）、クルト・ダールケ（エレクトロニクス担当）、ミヒャエル・ケムナー（ベース担当。後に "Fehlfarben" に参加。）、ヴォルフガング・シュペルマンス（ギター）で結成。1979年、クルト・ダールケに代わり、クリス・ハース（クリスロ・ハースとしても知られる。エレクトロニクス、ベース、サックス担当。後にリエゾン・ダンジェルーズ "Liaisons Dangereuses" を結成）加入。1981年のイングランド・ツアーのころには、中心メンバーであるロベルト・ゲアルとガビ・デルガド＝ロペスのユニットとして認知されるようになる。グループのコンセプトが明確になってくるにつれ、商業的にも成功を修める。
DAFは、エレクトロニック・ボディ・ミュージック、ノイエ・ドイチェ・ヴェレ、ハウス、テクノ、ノイエ・ドイチェ・ヘァテのパイオニアと称され、後続のミュージシャン達のインスピレーションの源となっている。1980年から1982年にかけて、『小者・悪者』『Alles Ist Gut』といったアルバムをリリース。絶頂期を迎える。『Alles Ist Gut』で Deutscher Schallplattenpreis （ドイツレコード大賞）を受賞。
誤って、単なるシンセ・バンドとされることがあるが、DAFはパンク・バンドである。彼らが導入していた電子音響と荒削りでハードなサウンド・プロダクションは、後期にはエレクトロニック・ボディ・ミュージックとして結実していくことになる。
歪みのあるベースラインを作り出すために、ローランドTB-303を導入していた最初期のグループであり、後のアシッド・ハウスの潮流に先鞭をつけた。

### 1979年-1981年: ポストパンクからエレクトロニック・ボディ・ミュージック、ノイエ・ドイチェ・ヴェレへ
1979年、『ファースト・アルバム』 (Ein Produkt der Deutsch-Amerikanischen Freundschaft)の録音前に、リードシンガーであるガビ・デルガド＝ロペスは、いったんバンドを離れた（すぐに復帰）。このため、『ファースト・アルバム』は、純粋なインストゥルメンタル作品となった。「Produkt」は、タイトルのない1、2分程度のトラックを22曲収録。ノイズの入り混じった、フリースタイルなインスト作品である。英米のロック/ポップミュージック文脈から意図的に離れ、1970年代末から1980年代初期のドイツのパンク、ニュー・ウェーヴの幕開けを告げる作品となった。アルバムはキーボード担当のクルト・ダールケのレーベル「Warning」から発売。後にアタ・タックと改称されるこのレーベルは、初期ノイエ・ドイチェ・ヴェレの最重要レーベルとなる（所属アーティストに、フェルファーベン (Fehlfarben)、 デア・プラン、アンドレアス・ドラウ、ピロレーターなど）。シンセサイザーのエキスパートであるクルト・ダールケがバンドを離れると、グループはヴァージン・レコードと契約。イギリスから国際的な成功へと向かうことになる。ダールケの後釜としてクリス・ハースが加入。ロベルト・ゲアルとともにDAFの特徴となるKorg MS-20を使ったシーケンサー・サウンドを構築していく。新メンバーで「Kebab Träume」（ケバブ・トラウム。DAFの代表作。発音は正しくは「ケバブ・トロイメ」）と「Ich und die Wirklichkeit」のシングルを発表。ミヒャエル・ケムナーの脱退により、ロベルト・ゲアル/ガビ・デルガド＝ロペス/クリス・ハース/ヴォルフガング・シュペルマンスの4人組となる。
1980年、アルバム『小者・悪者』(Die Kleinen Und Die Bösen)を発表。国際的な注目を浴びる。LPのA面はコニー・プランクのスタジオでの録音（ちなみに、クラフトワーク、ノイ!、ウルトラヴォックスなども、このスタジオでレコーディングしている）。B面は、ロンドンのクラブ「The Electric Ballroom」でワイヤーの前座として出演した際のライブ録音。ロベルト・ゲアル曰く、内容的には彼らを凌駕していた。『小者・悪者』はロンドンのダニエル・ミラー傘下のミュート・レコードから発売され、大成功を修める。
『小者・悪者』は、エレクトロニック・ボディ・ミュージック、ノイエ・ドイチェ・ヴェレの草分けとなったアルバムである。前作『ファースト・アルバム』の音色を引き継ぎつつも、楽曲は曲としての体裁を取り始め、シーケンサーの導入により、リズムに主眼が置かれた構成になっている（ヴォルフガング・シュペルマンスのギターは、メロディを奏でるのではなく、純粋に音を発する道具として使用されている）。ガビ・デルガドのアグレッシブにがなり立てるボーカルから放たれる歌詞は、論議を呼んだ（「Die Lustigen Stiefel (愉快な長靴)」「Das Ist Liebe (これが愛だ)」など）。その後、同じメンバー構成でのツアーを経たのち、ロベルト・ゲアルとガビ・デルガド＝ロペスは活動のコンセプトの焦点を絞り込むことにし、クリス・ハースとヴォルフガング・シュペルマンスはバンドから脱退した。

### 1981年-1982年: デルガド＝ロペスとゲアルのデュオ
こうして、DAFはよく知られた黄金デュオの構成となった。1981年から1982年にかけてリリースされた一連のアルバム『Alles Ist Gut』『愛と黄金』『Für Immer』が、商業的にも作品の質的にもブレイクスルーとなる。示唆に富んだ歌詞も多く、「Der Mussolini (デア・ムッソリーニ)」、同性愛のエロスを漂わせる「Der Räuber und der Prinz (泥棒と王子)」、「Greif Nach Den Sternen」、「Die Götter Sind Weiß」、「Ein Bisschen Krieg」などが代表作。こうした曲調は彼らのパブリック・イメージとも重なっていった。「Der Mussolini」という曲名、レザージャケットに身を包んだいでたち、短く刈り上げた髪型 （ゲルマン版グレース・ジョーンズとも）などもあって、ファシズムを連想させると繰り返し非難を浴びた。また、戦前の流行歌や童謡の使い古されたキッチュな言い回しを引用した、ときにナチの記憶を呼び起こすことも辞さない歌詞は、いわれなき非難を強めることにもなった。DAFはメディア上での釈明などするわけもなく、むしろ「アナーキストのスキンヘッズ・スタイルからナチ・スタイル」までの幅広さを皮肉混じりに吹聴し、自分たちは少しばかりファシストの危険な香りに魅せられているだけだ、とうそぶいた。

### 1982年-1986年: 解散とソロ活動
アルバム『Für Immer』のリリース後、DAFはいったん解散。ゲアルとデルガド＝ロペスはそれぞれ、『Night Full Of Tension』（ロベルト・ゲアル）、英語詞による『Mistress』（ガビ・デルガド＝ロペス、1983年）などをソロ・アルバムとして発表する。
ゲアルは、『Night Full Of Tension』で機材を駆使するインストゥルメンタリストの一面に加えて、はじめてボーカルを披露するなどしたが、結果できあがったのは、これといって取り立てるところのないシンセポップのアルバムであった。1981年のユーリズミックスのアルバム『In The Garden』へのゲアルの参加への見返りとして、ユーリズミックスのアニー・レノックスが参加したこのアルバムは、ミュート・レコードから発表された。
デルガド＝ロペスはシーケンサーからしばし離れ、『Mistress』では、ファンクやジャズ色を押し出した。著名なスタジオ・ミュージシャンも多数参加した、6曲収録のこのアルバムはヴァージン・レコードから発表された。

### 1986年-2003年: 『1st ステップ・トゥ・ヘヴン』、ソロ活動
1986年、DAFとしての活動を再開。英語詞でディスコサウンドを取り入れたアルバム『1st ステップ・トゥ・ヘヴン』は主にアメリカのマーケットを念頭に製作された。ゲアル、デルガド＝ロペスともにサウンド構築、ボーカルの両方に参加したが、大いに疑問が残る結果となった。楽曲中、「Absolute Body Control」のみが往年の革新的な業績に匹敵しうる出来だが、批評家とファンは大きな失望を示した。DAFは再び分裂し、ガビ・デルガド＝ロペスがDAFの名前を引き継いで活動を続けた。1987年には、ロベルト・ゲアルに代わってクラウス・ヤンクーン（DJウェストバムの音楽上のパートナー）を迎え、マキシシングル「The Gun」を発表。ドイツ最初期のハウスのレコードと言われている。1988年、ヴァージン・レコードから1981年から1982年までのクラシック・チューンを収録した『Best of DAF』を発売。ゲアルとデルガド＝ロペスは、DJ、ソロ・アーティストとして、ハウス、テクノの分野で活動したが、かつてのDAFほどに耳目を集めることはなかった。

ガビ・デルガド＝ロペスはサバ・コマッサ (Saba Komossa)とのユニット「Delkom」で活動。リエゾン・ダンジェルーズの1982年の『Los Niños del parque』におけるリミックスなどで仕事ぶりを見ることができる。
ロベルト・ゲアルは、1989年に交通事故に遭い重傷を負う。この時、仏教を知り、後に改宗することとなる。1993年にドイツのDisko-Bレーベルから「Psycho」プロジェクトのリリースを行った。

### 2003年-2006年: 『15 Neue DAF-Lieder』、三度目の解散
2000年、ロベルト・ゲアルとガビ・デルガド＝ロペスは、本来のDAFとして活動を再開。2003年にシングル「The Sheriff」（副題はバンド名と相反して『反米ソング』。プロモーションビデオの最後に星条旗を燃やすという表現を用いた）と、1980年代初期のサウンドを髣髴させるアルバム『Fünfzehn neue DAF-Lieder』を発表。ワールド・ツアーを行い、日本でも石野卓球主催のイベント「WIRE」に出演した。
2004年、ベルリンにてクリス・ハース死去。
2005年11月のガビ・デルガド＝ロペスの説明によると、DAFとしての活動やニュー・アルバムの予定は考えていないとのこと。バンドとしては、三度目の解散となる。ロベルト・ゲアルがDAFの活動用に用意していた音素材や楽曲は、解散にともない、彼のソロ・アルバム『Dark Tool Symphony』で使われることとなった。

### 2009年-2020年: 結成30周年ツアー、再来日。ガビ・デルガド=ロペス死去
2009年、ロベルト・ゲアルとガビ・デルガド＝ロペスは結成30周年ツアーのため、DAFとして活動再開。イギリス、ベルギーでツアーを行っているほか、ミュート・レコードからベスト盤『Das Beste von DAF』を発表している。
2014年には再来日。ライブを行っている。以後、単発的にライブを行っていたが、2020年3月22日、ガビ・デルガド＝ロペスが死去。61歳没。ガビの通夜、葬儀はDAFのメンバーであったロベルト・ゲアルと、親族のみで執り行われ、ガビ・デルガド＝ロペスの告別式は近日、執り行われる予定だという。

## ディスコグラフィ

### スタジオ・アルバム
- 『ファースト・アルバム』 - Produkt der Deutsch-Amerikanischen Freundschaft (1979年、Warning)
- 『小者・悪者』 - Die Kleinen und die Bösen (1980年、Mute)
- Alles ist gut (1981年、Virgin)
- 『愛と黄金』 - Gold und Liebe (1981年、Virgin)
- Für immer (1982年、Virgin)
- 『1st ステップ・トゥ・ヘヴン』 - 1st Step to Heaven (1986年、Dean/Ariola)
- Fünfzehn neue DAF-Lieder (2003年、Superstar)

### ライブ・アルバム
- Live in Berlin 1980 (1983年)

### コンピレーション・アルバム
- D.A.F. (1988年、Virgin)[2]
- Hitz Blitz (1989年、JCI)[3]
- Der Mussolini (1998年、The Grey Area) ※5曲入コンピレーションEP
- Das Beste von DAF (2009年、Mute) ※4CD[4]
- 『ダス・イスト・ディー・エー・エフ』 - Das Ist DAF (2017年、Grönland) ※5CD

### シングル
- "Kebab-Träume" (1980年)
- "Ich und die Wirklichkeit" (1980年)
- "Der Mussolini" (1981年)
- "Der Räuber und der Prinz" (1981年)
- "Liebe auf den ersten Blick" (1981年)
- "Voulez-vous coucher avec moi?" (1986年)
- "Pure Joy" (1986年)
- "The Gun" (1987年) ※マキシシングル
- "Der Sheriff" (2003年)
- "Du bist DAF" (2010年)